# Forever Blue (альбом)
Forever Blue — одиннадцатый студийный альбом немецкой евродиско-группы Blue System. Выпущен в октябре 1995 года на лейбле Hansa Records.

## Об альбоме
С данного альбома был выпущен единственный сингл Laila, содержащий одноименную песню в трёх версиях, а также композицию Marvin’s Song, посвященную одному из сыновей Дитера.

## Сертификация
- ZPAV (Польша) — золотой, единственный альбом коллектива, добившийся такого статуса в Польше. Статус присвоен 26 марта 1996 года.[2]

## Список композиций
Тексты и музыку всех композиций написал Дитер Болен.
| №                   | Название                   | Длительность |
| ------------------- | -------------------------- | ------------ |
| 1.                  | «Laila»                    | 3:27         |
| 2.                  | «I Wanna Smile»            | 3:54         |
| 3.                  | «Baby Jealousy»            | 3:44         |
| 4.                  | «Taxi Girl»                | 3:57         |
| 5.                  | «All What I Need»          | 3:44         |
| 6.                  | «Marvin's Song»            | 3:41         |
| 7.                  | «Love Is Not A Tragedy»    | 3:32         |
| 8.                  | «Here I Go Again»          | 3:25         |
| 9.                  | «Une Chambre Pour La Nuit» | 3:23         |
| 10.                 | «It's Ecstasy»             | 3:35         |
| 11.                 | «It's More»                | 4:15         |
| Общая длительность: | Общая длительность:        | 37:16        |

## Участники записи
- Дитер Болен — вокал, аранжировки, продюсирование;
- Вернер Беккер — клавишные;